# Tokyobrillia anderseni
Tokyobrillia anderseni är en tvåvingeart som beskrevs av Ole Anton Saether och Wang 1993. Tokyobrillia anderseni ingår i släktet Tokyobrillia och familjen fjädermyggor.
Artens utbredningsområde är Tanzania. Inga underarter finns listade i Catalogue of Life.